# Benedikt Sveinsson
Benedikt Sveinsson (født 20. januar 1826 i Sandfell i Öræfi, død 2. august 1899 i Reykjavik) var en islandsk politiker, søn af præsten Sveinn Benediktsson og Kristin Jónsdatter, hjemmefødt på faderens gård i det sydøstlige Island.

## Liv
Han optoges i Reykjavik Latinskole i 1846, men de forstyrrede forhold 1850 bevirkede, at han forlod skolen og først i 1852 efter nogle års huslærervirksomhed underkastede sig afgangseksamen. Som student begav han sig til København, hvor han 1858 blev juridisk kandidat. Næste år ansattes han som 2. assessor og justitssekretær ved den islandske landsoverret, men uorden af forskellig art bevirkede hans afskedigelse 1870. Dog konstitueredes han i 1874 som sysselmand i Tingø Syssel, fik 1876 fast ansættelse og indehavde denne stilling til 1897, da han efter ansøgning blev afskediget og tog ophold i Reykjavik, hvor han boede til sin død.
Han havde 1859 ægtet Katrin Einarsdatter, men ægteskabet opløstes senere.

## Karriere
Han udnævntes 1861 til kongevalgt Altingsmand og havde fra nu af til sin død uafbrudt sæde på Altinget, fra 1865 som folkevalgt medlem, repræsenterede i årenes løb 4 forskellige kredse og valgtes fra 1886 gentagne gange til formand i det samlede ting eller dettes nedre afdeling. Hans interesse for offentlige anliggender var nærmest storpolitisk. Han sluttede sig tidlig til Jón Sigurðsson, og efter dennes død i 1879 skabte hovedsagelig han en ny opposition og drev igennem, at Altinget i 1881 genoptog forfatningssagen med det formål at udvide indenlandsk selvstyre ved den udøvende magts og det ministerielle ansvars omordning og så vidt muligt gennemføre for Island en politisk ligestilling med Danmark, ledsaget af selvstændige institutioner på alle områder.
Han var medudgiver af bladet Íslendingur 1860-1865.

## Personlighed og betydning
Han var en lidenskabelig natur og utrættelig agitator, der ikke veg tilbage for at benytte yderliggående parlamentariske kampmidler. Hans indflydelse var dog næppe så stor, som man kunne have ventet. Hans stil var ordrig og deklamatorisk, hans fremstilling retsfilosofisk farvet eller stærkt advokatorisk, i et ofte tungt og indviklet sprog. Ved sin abstrakt-doktrinære opfattelse og ensidige fastholden af et formentligt retsstandpunkt tilhørte han i visse henseender en svunden tid og måtte også gentagne gange (1889, 1897) opleve betænkelige frafald trods sit udpræget nationale standpunkt. Sin politik har han forfægtet i forskellige afhandlinger i årsskriftet "Andvari" (1885, 1888, 1890-tillægget, 1893) og desuden i særskilt udgivne småskrifter 1897 og 1899.